# Energia idraulica
L'energia idraulica è una fonte di energia primaria rinnovabile che sfrutta la trasformazione dell'energia potenziale gravitazionale, posseduta da una massa d'acqua posta a una certa quota altimetrica, nell'energia cinetica di una corrente idraulica che scorre nella condotta forzata di un impianto idroelettrico oppure nell'alveo di un fiume o di un canale artificiale ecc. Tale energia cinetica viene poi trasformata in energia meccanica attraverso una turbina idraulica o altri sistemi (ruota idraulica) e quindi utilizzata come tale oppure trasformata ulteriormente in energia elettrica per mezzo di un alternatore.